# August Hermann Rottgardt
 August Hermann Rottgardt (* 1869 in Sühlen; † 1969) war ein deutscher Autor, Lehrer und Schulrat.

## Leben
Rottgardt wurde in Sühlen, heute Ortsteil von Travenbrück im Kreis Stormarn geboren und war Fachlehrer für Geschichte und Botanik. Von 1915 bis 1922 war Rottgardt Seminarlehrer am Königlich-Preußischen Seminar (heute das Ludwig-Meyn-Gymnasium) in Uetersen. Ab 1926 war er bis zur Pension Schulrat in Dithmarschen. Rottgardt war passionierter Gärtner und war führend in verschiedenen Lehrerverbänden tätig. Er starb 1969 und fand seine letzte Ruhestätte auf dem Friedhof in Heide (Holstein).
Nebenbei verfasste Rottgardt diverse Rechenbücher für Grund- und Volksschulen sowie für die ländlichen Fortbildungsschulen in Schleswig-Holsteins.

## Werke (Auswahl)
- Rechenbuch für die ländlichen Fortbildungsschulen Schleswig-Holsteins (1926)
- Rechenbuch für Volksschulen Schleswig : Bergas
- Rechenbuch für Volksschulen / H. 1. 1. u. 2. Grundschuljahr (1924)
- Rechenbuch für Volksschulen / H. 1. 1. u. 2. Grundschuljahr (1928) (57. Auflage des 1. Teils des Rechenbuches von Grünfeld)
- Rechenbuch für Volksschulen / H. 2. 3. u. 4. Grundschuljahr (1928)
- Rechenbuch für Volksschulen / H. 3. 5. u. 6. Schuljahr (1924)
- Rechenbuch für Volksschulen / H. 3. 5. u. 6. Schuljahr (1928)
- Rechenbuch für Volksschulen / Tl 4. 7. u. 8. (9.) Schuljahr (1925)
- Rechenbuch für Volksschulen / 4. 7. u. 8. (9.) Schuljahr (1924)
- Rechenbuch für Volksschulen / 5. Schuljahr / Für gute Rechner und geförderte Abteilungen (1927)
- Rechenbuch für Volksschulen / Tl 1. Für die Grundschule / H. 3. 5. u. 6. Schuljahr (1923) (46. Auflage des 3. Teils des  Rechenbuches von Grünfeld)
- Rechenbuch für Volksschulen / Tl 1. Für die Grundschule / H. 2. 3. u. 4. Grundschuljahr (1924) (47. Auflage  des 2. Teils des Rechenbuches von Grünfeld)
- Rechenbuch für Volksschulen / Tl 1. Für die Grundschule / H. 1. (1923)  (54. Auflage des 1. Teils des Rechenbuches von Grünfeld)